# Arsay
Arsay ("la Señora de la Tierra" o "la Hija de la Gran Inundación") es una diosa del inframundo adorada por los cananeos. 
Según los textos épicos de la creación, es la tercera hija de Baal en Ugarit y gobernó el inframundo. Por sus características se asemeja a la mesopotámica Ereshkigal y a la cartaginesa Allatu.